# Bernard Pineau
Bernard Pineau (* 30. Juni 1954) ist ein ehemaliger französischer Radrennfahrer und nationaler Meister im Radsport.

## Sportliche Laufbahn
Pineau war im Straßenradsport aktiv. Er gewann die Rennen Boucles du Bas-Limousin und Grand Prix de Puy-l’Évêque 1974, Boucles du Bas-Limousin und Grand Prix de Puy-l’Évêque 1975, Tour de l’Yonne mit einem Etappensieg 1979, Boucles du Tarn 1980, Ronde de l’Isard, Tour de Corrèze und Grand Prix de Puy-l’Évêque 1981, Boucles du Tarn, Tour Toulouse-Pyrénées, Boucles catalanes, Tour du Béarn 1982, Circuit du Morbihan, Grand Prix de la Tomate, Tour du Gévaudan, Grand Prix de Puy-l’Évêque, Paris–Épernay 1983, Paris–Bagnoles-de-l’Orne 1984. Dazu kamen zahlreiche Podiumsplätze in französischen Eintagesrennen und Rundfahrten. In der Tour de l’Avenir 1984 wurde er 56., 1980 28., 1981 48., 1979 war er ausgeschieden. Bei den Straßenradsport-Weltmeisterschaften wurde er 1981 15., 1982 32. und 1983 36. 1982 und 1983 wurde er mit der „Palmes d’or Merlin Plage“ geehrt, einer Auszeichnung für den besten französischen Amateur des Jahres. Er war der erste Fahrer, der diese Auszeichnung zweimal erhielt. Pineau blieb während seiner Karriere Amateur. 